# Marie-Geneviève Bouliar

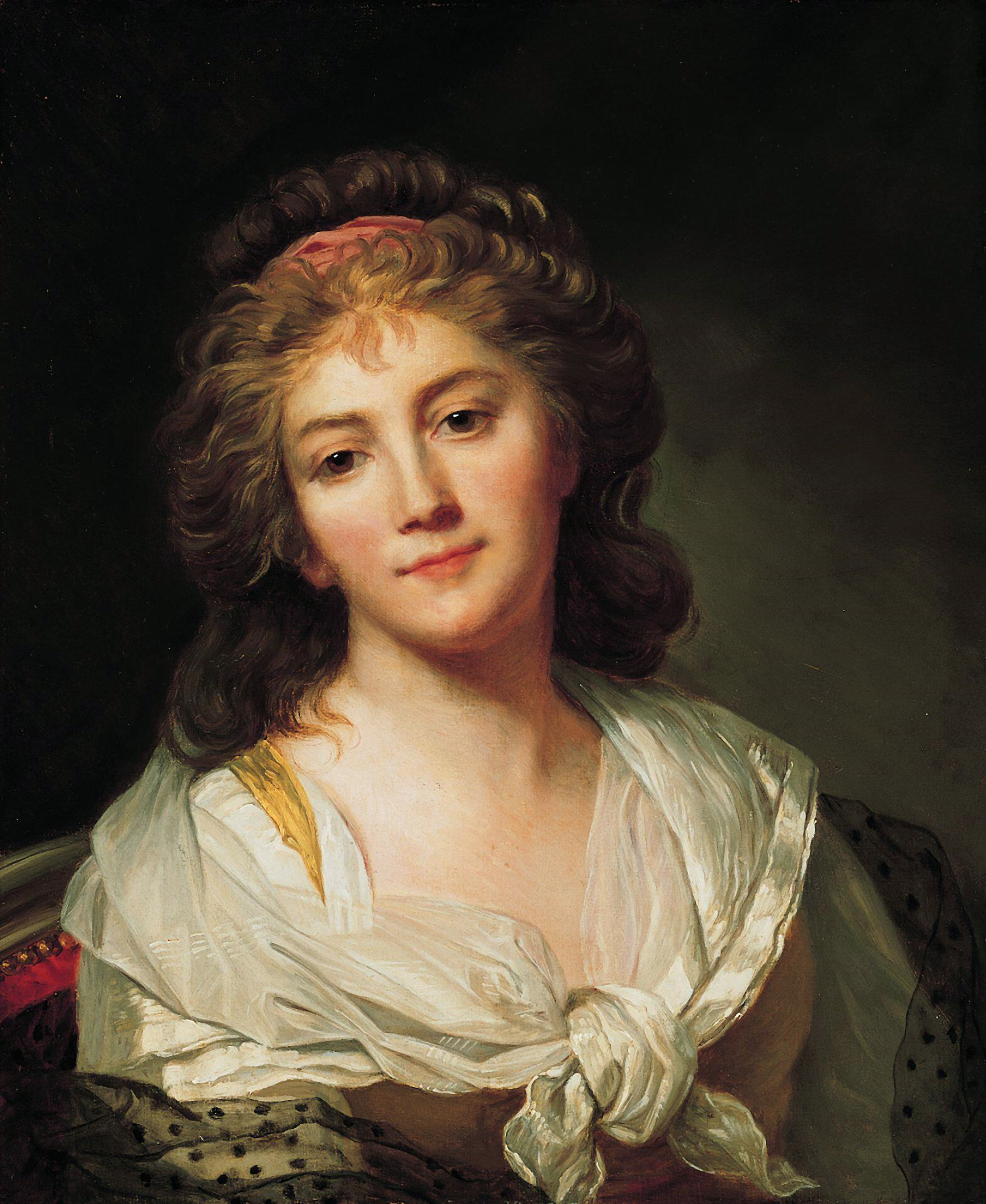
Selbstporträt von Marie-Geneviève Bouliar aus dem Jahr 1792

Marie-Geneviève Bouliar (* 1762 in Paris; † 9. Oktober 1825 in Bois d’Arcy) war eine französische Malerin des Klassizismus.

## Leben und Werk
Marie-Geneviève Bouliar wurde 1762 als einzige Tochter eines Schneiders in Paris geboren.
Sie ließ sich bei dem führenden Pariser Porträtmaler, Joseph Siffred Duplessis ausbilden. Auf der großen offiziellen Kunstausstellung, dem Pariser Salon von 1791, hatte sie mit einem Porträt ihr Debüt. Im Salon von 1791 waren 794 Bilder von 298 Künstlern vertreten, davon 21 Frauen in der Kunst. Von da an stellte sie bis 1817 ihre Kunstwerke im Salon aus, welche auch recht erfolgreich verkauft werden konnten. Im Jahr 1792 gewann sie eine Provision von 1000 Livres um einen Arbeitsanreiz (travail d'encouragement), grundlegend auf ihre ausgestellten Werke des Salons von 1791, zu bekommen.

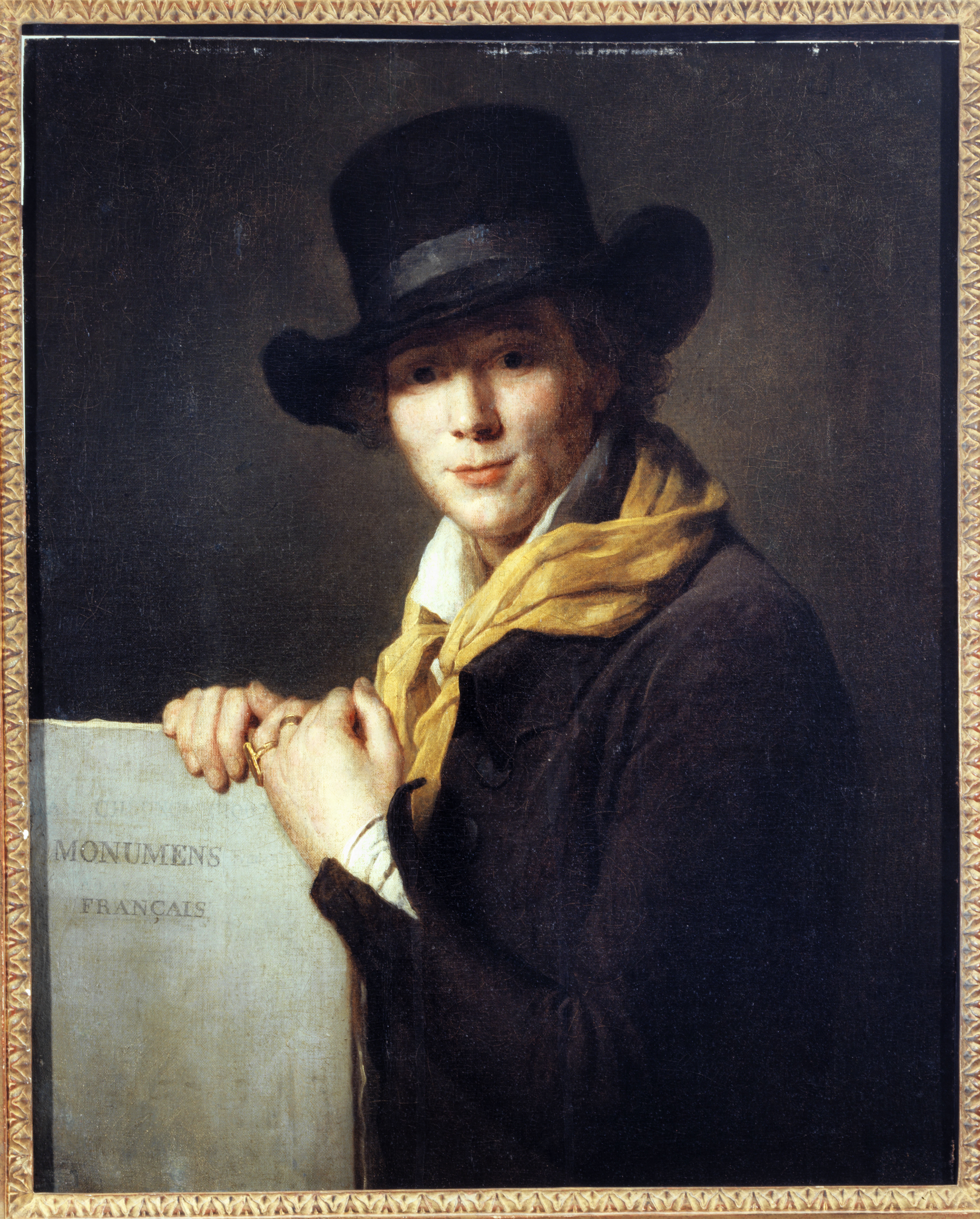
Marie-Geneviève Bouliar: Alexandre Lenoir, 1796

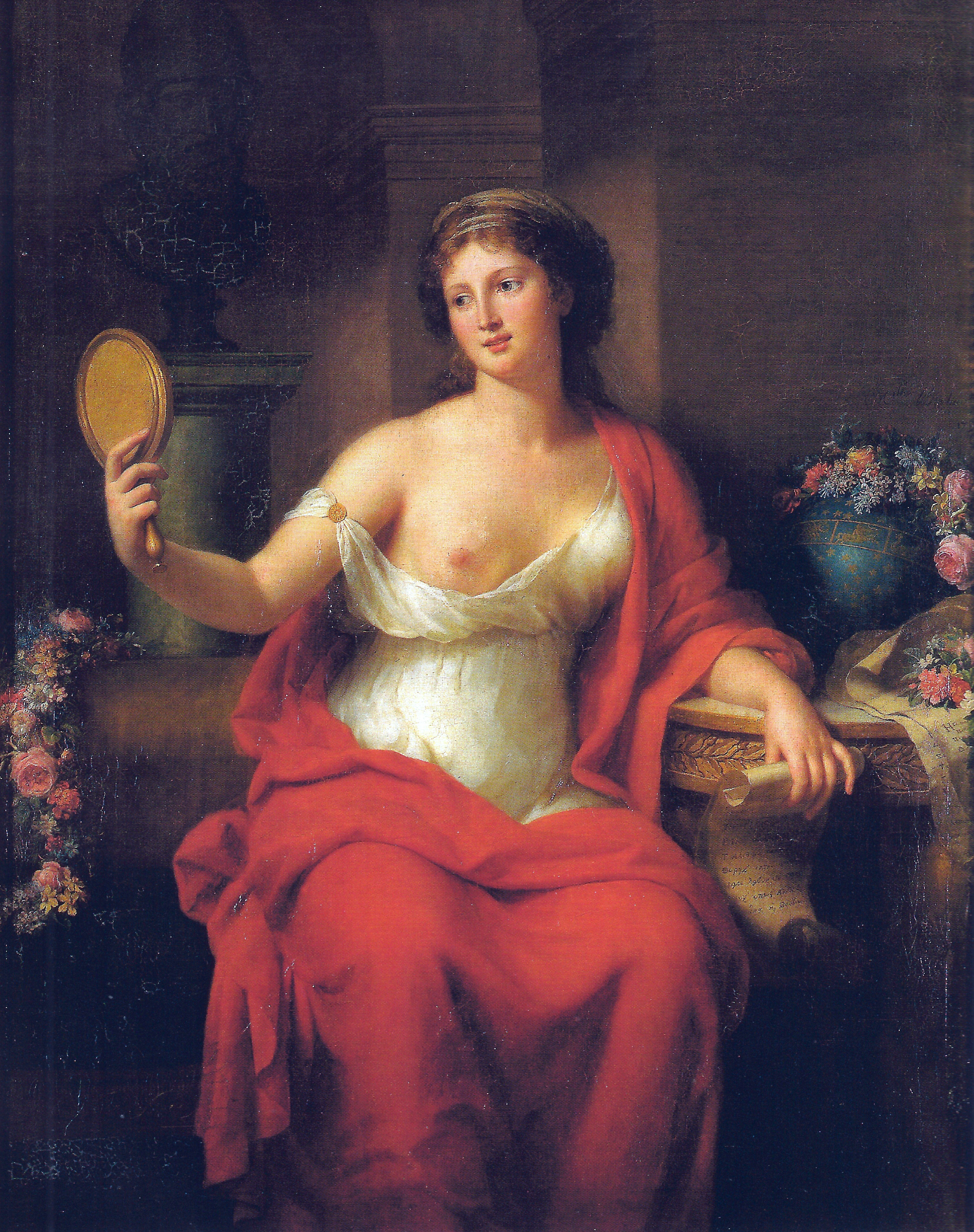
Marie-Geneviève Bouliar: Aspasia, 1794

Die Ausstellungen verschafften ihr weitere private Porträtaufträge, weshalb sie sich hauptsächlich diesem Genre widmete. Darüber hinaus schuf sie Historienszenen. Im Jahr 1794 malte sie das Bild der antiken Philosophin Aspasia, der nachgesagt wurde, sie sei eine Hetäre gewesen. Es wurde im folgenden Jahr ausgestellt, und sie erhielt dafür den Prix d'Encouragement (Preis zur Ermutigung). Neben diesem Historienbild sind hauptsächlich Porträts erhalten. 
Marie-Geneviève Bouliar starb im Jahr 1825 auf einem Schloss in Bois d'Arcy.